# Antoine Rufenacht
Antoine Rufenacht (Le Havre, 11 maggio 1939 – Le Havre, 5 settembre 2020) è stato un politico francese ex sindaco di Le Havre.

## Biografia
Figlio di una famiglia di commercianti protestanti di Le Havre originari di Thun in Svizzera, poi fondatori della Società commerciale interoceanica (SCI), Antoine Rufenacht è un ex studente dell'École nationale d'administration.

### Attività politica
La carriera politica di Rufenacht è iniziata nell'allora partito gollista, l'Unione dei Democratici per la Repubblica (UDR), ed è rimasto nei suoi partiti successori, il Raggruppamento per la Repubblica (RPR), l'UMP e, più recentemente, dal 2015, I Repubblicani. Nelle elezioni presidenziali del 1981 ha sostenuto l'ex primo ministro gollista Michel Debré per la presidenza contro il suo stesso leader del partito, Jacques Chirac, ma lo ha sostenuto nel 1988 e nel 1995 e ha servito con successo come capo della sua campagna per le elezioni presidenziali del 2002.
Ha ricoperto anche la posizione di segretario di Stato nel governo di Raymond Barre, di presidente del consiglio regionale dell'Alta Normandia e anche di deputato.
È succeduto come sindaco di Le Havre a Daniel Colliard (PCF) alle elezioni comunali del 1995 ed è stato rieletto sia nel 2001, con una comoda maggioranza, sia nel 2008, contro Daniel Paul (PCF). È stato anche presidente della Comunità d'agglomerazione di Le Havre (chiamata Communauté d'Agglomération Havraise - CODAH) che raggruppa diversi comuni intorno a Le Havre,
Con Jacques Barrot, è stato visto come uno dei tanti possibili successori di Dominique de Villepin come Primo ministro della Francia.
Nell'ottobre 2010, si è dimesso dal suo incarico di sindaco di Le Havre per essere sostituito da Édouard Philippe.
Rufenacht è morto il 5 settembre 2020, all'età di 81 anni.